# 九鬼隆国
九鬼 隆国（くき たかくに）は、摂津三田藩の第10代藩主。九鬼氏22代当主。

## 生涯
天明元年（1781年）、第9代藩主九鬼隆張の長男として江戸で生まれた。寛政10年（1798年）2月6日、父の隠居により跡を継いだ。翌年12月18日に叙任された。勅使饗応役や奏者番を務めたが、そのためによる出費で藩財政が悪化した。
外様大名ながら、幕府の儀式・典礼をつかさどる要職である奏者番に任じられ、天保10年（1839年）には城主格に昇格した。奏者番就任や城主格昇格は、阿波国・淡路25万7千石の国守である蜂須賀家から正室を迎えたことなどに起因するとも考えられる。藩政では京都から近藤顧一郎を招聘して、藩校の国光館を造士館として発展させた。天保14年（1843年）6月19日、長男の隆徳に家督を譲って隠居し、南嶽と号した。嘉永5年（1852年）12月15日、72歳で死去した。

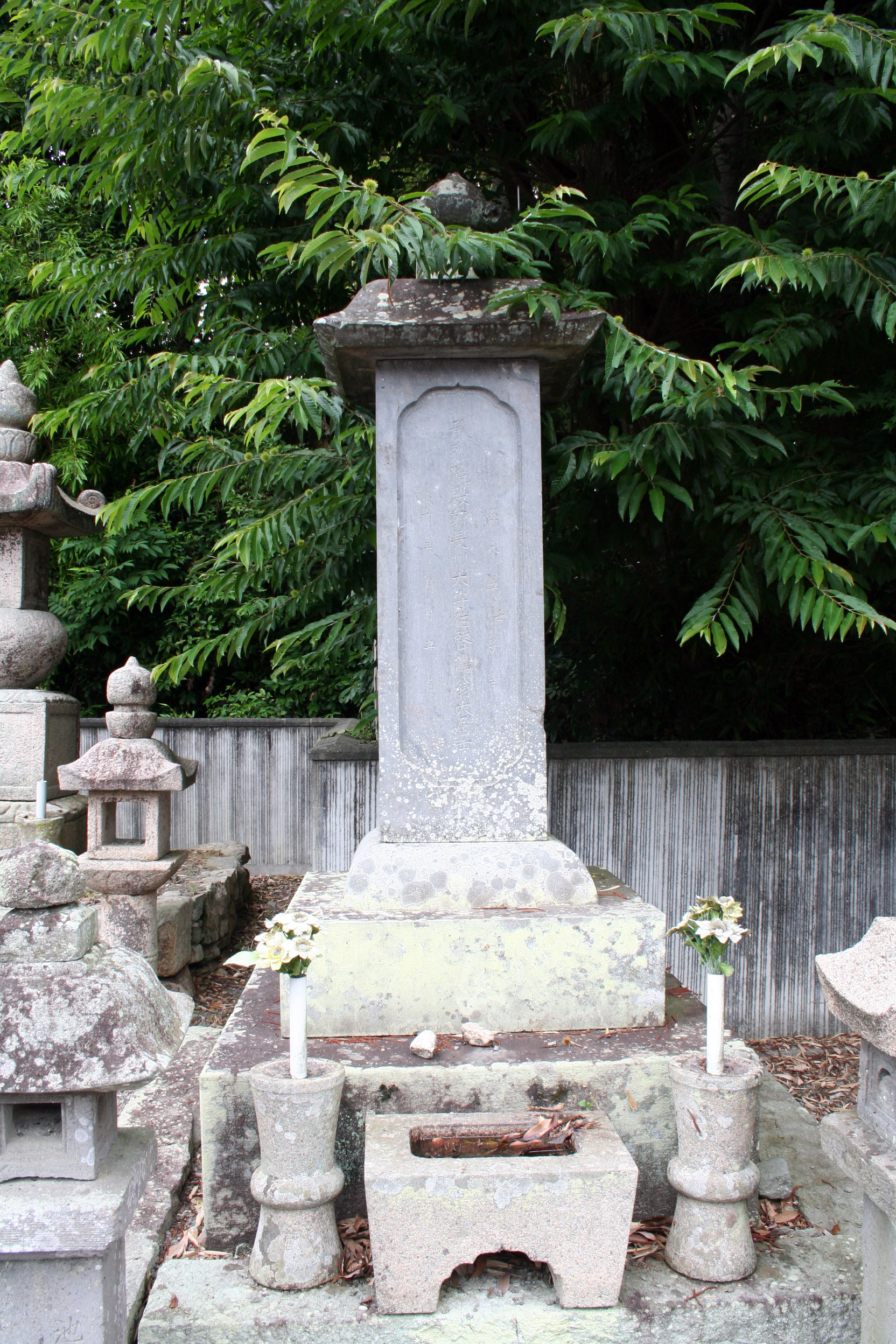
九鬼隆国の墓（心月院）